# Malaysia Airlines Flight 370
Malaysia Airlines Flight 370 (MH370), også kendt under codeshare-betegnelsen China Southern Airlines Flight 748 (CZ748), var en international flyvning med et Boeing 777-200ER-fly tilhørende Malaysia Airlines med 227 passagerer og 12 besætningsmedlemmer om bord, der forsvandt den 8. marts 2014. Årsagen til flyets pludselige forsvinden er endnu ikke fastslået. Malaysias premierminister Najib Razak fastslog den 15. marts 2014, at flyets forsvinden er følgerne af en bevidst handling fra en eller flere personer ombord på flyet. Den 24. marts 2014 meddelte premierministeren, at flyet uden for "enhver rimelig tvivl" er styrtet ned i det Indiske Ocean, og at passagerer og besætning er omkommet.
En omfattende international eftersøgningsaktion blev iværksat og pågik i knap tre år indtil den 17. januar 2017, hvor eftersøgningen blev indstillet.. Eftersøgningen oprindeligt ledet af Malaysia og havde på sit højeste i marts måned 2014 deltagelse af 26 nationer. Da det under efterforskningen blev klart, at flyet var styret ned i Det Indiske Ocean ud for Australiens kyst overtog Australien ledelsen af efterforskningen. I eftersøgningen deltog mere end 57 skibe og 48 fly.
Umiddelbart efter flyets forsvinden var det formodet, at flyet var styret ned i området over det Sydkinesiske hav, hvor det sidst havde været kontakt med flyet, men i forbindelse med eftersøgningen er det blevet klarlagt, at flyet efter sin forsvinden fra radarskærmene har fløjet ad en rute over Malakkastrædet og mod det Indiske Ocean, hvor flyet formodes at være styrtet ned. Siden den 15. marts 2014 koncentrerede efterforskningen sig alene om det Indiske ocean, og den sidste del af efterforskningen koncentrerede sig om et område i det sydlige Indiske Ocean vest for Australien. Under den omfattende eftersøgning i det Indiske ocean blev der opfanget signaler, der ifølge den australske premierminister Tony Abbott sandsynligvis stammede fra flyets sorte boks. Oprindelsen af de opfangede signaler er dog uklar.
Der blev under efterforskningen senere fundet 20 vragdele, der skyllede op af havet i primært Østafrika og Madagaskar. En del af flyets vinge er positivt identificeret som værende fra det forsvundne fly og flere vragdele anses med overvejende sandsynlighed at være dele af flyet.
På grundlag af indsamlede data fra militær radar og satellitkommunikation om flyets færden har efterforskere konkluderet, at nogen ombord på flyet slukkede for flyets kommunikationssystemer og herefter forlod den fastlagte rute mod Beijing for i stedet at følge en rute vestover. Der spekuleres dog også i en elektrisk brand, der skulle have ødelagt kommunikationen og have fået piloterne til at vende om. Flyets efterfølgende kommunikation med en satellit har påvist, at flyet med stor sandsynlighed er styrtet ned i det Indiske Ocean ca. 2.200 km vest for Australiens kyst.
Eftersøgningen af flyet var i begyndelsen præget af, at flere lande skulle samarbejde om aktionen, og at relevante data var indsamlet af militære overvågningssystemer, hvorfor de indsamlede data havde karakter af militære hemmeligheder, ligesom selve evnen til at indsamle (eller ikke være i stand til at indsamle) data anses som militære hemmeligheder. Processen blev fra flere sider kritiseret for at have været ineffektiv, ligesom de malaysiske myndigheder og andre aktører ved flere lejligheder gav misvisende og indbyrdes modstridende oplysninger, hvilket bl.a. har ført til en lang række spekulationer, gisninger og konspirationsteorier om flyets skæbne.

## Flyets rute og eftersøgning
Flyet lettede fra Kuala Lumpur International Airport i Malaysia den 8. marts 2014 kl. 00:41 lokal tid (MST; UTC+8; 17:41 fredag dansk tid) på en flyvning til Beijing Capital International Airport ved Kinas hovedstad Beijing, der normalt tager ca. seks timer. Flyet skulle efter planen være fremme i Beijing kl. 06:30 (CST; UTC+8; 23:30 fredag dansk tid).
Flyet var på ruten nordover undergivet kontrol af det malaysiske Subang lufttrafik-kontrolcenter. Flyet var på vej til at overgå til det vietnamesiske Ho Chi Min kontrolcenter, da Subang mistede radarkontakt med flyet ca. kl. 01:21 (18:21 dansk tid). På dette tidspunkt befandt flyet sig over Thailandbugten ved navigeringspunktet IGARI. Den civile radar i Ho Chi Min kontrolcentret opnåede ikke kontakt med flyet. Efterforskere involveret i eftersøgningen har konkluderet, at årsagen til det tabte civile radarsignal skyldes, at flyets transponder, der kommunikerer med den civile radar, blev slået fra på dette tidspunkt. Flyets kommunikationssystem, Aircraft Communications Addressing and Reporting System (ACARS), der via satellit periodisk transmitterer data om flyets motorer og flyets øvrige bevægelser sendte sidste gang kl. 1.07. ACARS-systemet blev på et tidspunkt herefter slået fra inden det skulle sende igen kl. 1.37. Det er efterforskernes opfattelse, at også ACARS blevet slået fra som en bevidst handling.
Den sidste radiokontakt mellem kontrolcentret i Subang og flyet var kort, og en person fra flyet sluttede af med ordene "Good night, Malaysian three seven zero" (oprindeligt oplyste de malaysiske myndigheder, at de sidste ord var "All right, good night") kl. 1.19. Personen nævnte intet om en usædvanlig situation i flyet. De malaysiske myndigheder oplyste oprindeligt, at denne kontakt fandt sted efter, at flyets ACARS-kommunikationssystem var slået fra, men har siden oplyst, at de ikke ved præcist, hvornår ACARS-systemet blev slået fra. På et pressemøde den 17. marts oplyste Malaysias fungerende transportminister, at det var co-piloten, der talte i radioen kl. 01.19, men Malaysia har den 1. april 2014 meddelt, at der fortsat er tvivl om, hvilken af de to piloter, der talte under den sidste radiokontakt.
Kl. 02:40 (19:40 dansk tid) blev flyet meldt savnet.
I den første fase af efterforskningen var det formodningen, at årsagen til flyets forsvinden skyldtes et flystyrt eller en eksplosion i luften. Eftersøgningen koncentrerede sig derfor om området i det Sydkinesiske hav, hvor der sidst var opnået kontakt med flyet via den civile radar. Men allerede den 9. marts hævdede chefen for Malaysias luftvåben, general Rodzali Daud, at radarsignaler, der blev opfanget af en militær radar, ikke udelukkede muligheden for, at flyet kunne have forsøgt at vende om, kort inden flyet forsvandt fra den civile radar. Senere, den 11. marts 2014, oplyste det malaysiske militær, at flyet "med sikkerhed" var blevet observeret af militær radar ca. kl. 2.40 over Malakkastrædet, hvilket indebar, at flyet tilsyneladende havde fløjet retur mod Malaysia. Det malaysiske militær benægtede imidlertid den 12. marts at have udtalt sig som citeret, og henviste i stedet til, at alle muligheder fortsat blev undersøgt. De tilsyneladende selvmodsigende og upræcise rapporter fra de malaysiske myndigheder medførte stærk kritik fra vietnamesisk og kinesisk side, og Malaysias håndtering af efterforskningen har generelt været kritiseret fra flere sider.
I de følgende dage fremkom vedvarende anonyme rapporter om en række spor, der tydede på, at flyet havde fortsat flyvningen længe efter det seneste observationstidspunkt på den civile radar, og at årsagen til flyets forsvinden skyldtes, at kommunikationssystemerne var ophørt med at sende data. Oplysningerne fremkom primært i amerikanske medier og var baseret på anonyme amerikanere tilknyttet den malaysisk ledede efterforskning. Malaysia afviste imidlertid mange af de løbende oplysninger om, at flyet havde fortsat flyvningen lang tid efter kl. 1.21, hvor den sidste observation fandt sted på den civile radar, ligesom Malaysia tilkendegav, at militærets observationer af et fly i Malakkastrædet kl. 2.15 ikke nødvendigvis var det forsvundne fly.
Efterforskningen viste, at flyets kommunikationssystem ACARS sendte sidste gang kl. 1.07 og blev slået fra på et tidspunkt inden kl. 1.37, hvor næste sending skulle finde sted. Flyets transponder blev slået fra kl. 1.21. Identifikationsdata fra flyets transponder gør det muligt for radar på jorden at identificere et fly samt modtage oplysninger om flyets højde og eksakte position. Det blev oprindeligt konkluderet, at transponderen enten havde haft en fejl eller forsætligt er blevet slået fra,  men den 15. marts oplyste den malaysiske premierminister, at transponderen anses at være slået fra bevidst.
Den 13. marts oplyste den amerikanske avis Wall Street Journal, at flyets motorer tilsyneladende havde været i drift ca. fire timer efter det seneste observationspunkt kl. 1.21, idet unavngivne amerikanske efterforskere til avisen havde oplyst, at flyets motorer fra Rolls-Royce rutinemæssigt havde udsendt datasignaler med 30 minutters mellemrum med henblik på indsamling af vedligeholdelsesdata m.v. Disse oplysninger blev imidlertid afvist af de malaysiske myndigheder, der oplyste, at der ikke var blevet udsendt sådanne signaler til Rolls Royce efter kl. 1.07, og at oplysningerne i øvrigt var "upræcise". Eftersøgningsområdet blev dog samme dag udvidet til at omfatte Andamanhavet i det Indiske ocean, og på trods af de malaysiske myndigheders afvisning af oplysningerne om en længere flyvning efter seneste bekræftede observation af flyet, blev senere offentliggjort yderligere oplysninger, der bekræftede, at flyet udsendte kommunikationssignaler i flere timer efter kl. 1.21. Avisen fastholdt historien, men præciserede, at der ikke var sendt signaler fra motorerne, men at flyets kommunikationssystemer havde ping'et en satellit i mere end fire timer efter at flyets ACARS-system blev slået fra kl. 1.07.
Flyets færden efter kl. 1.21, hvor transponderen blev slået fra, er blevet fulgt af militær radar. Uden transponder er det ikke muligt at identificere hvilket fly, der rammes af radaren, men Malaysia synes at have modtaget data om et uidentificeret fly på en rute fra det område, hvor 9M-MRO's transponder blev slået fra og vestpå over den malaysiske halvø og videre mod Andamanerne. Seneste observation på malaysisk militærradar fandt sted kl. 2.15, hvor flyet var på vej ud af det område, som radaren dækker. Det uidentificerede fly, der af amerikanske efterforskere anses at være 9M-MRO, var kl. 2.15 på vej vestover ad flyrute P628. Den 15. marts tilkendegav Malaysia, at den officielle efterforskning bekræftede denne antagelse.
I forbindelse med analysen af data fra militærradar og satellitter er det konstateret, at flyet umiddelbart efter kl. 1.21, hvor flyets transponder blev slukket, foretog en kraftig stigning til 45.000 fods højde, hvilket ligger ud over den anbefalede flyvehøjde for en Boeing 777-200. Efter at have fløjet retur over den Malaysiske halvø, gik flyet ned i lav højde (23.000 fod), da flyet passerede den tæt befolkede ø Penang. Ved seneste observation ud over det Indiske ocean fløj flyet i 29.500 fod, hvilket er under normal cruising-højde, der for flyet er 30-40.000 fod. Ifølge unavngivne amerikanske kilder skete kursændringen som følge af, at flyets computer blev programmeret til kursændringen. Flyet blev således ikke fløjet manuelt under denne del af ruten.
Ifølge anonyme efterforskere har flyet på et tidspunkt gået ned i 5.000 fods højde angiveligt for at undgå af blive set på civil radar. Flyvning i 5.000 fods højde er usædvanligt for et fly af Boeing 777's størrelse og medfører et større brændstofforbrug end flyvning i almindelig marchhøjde. Malaysia har dog ikke bekræftet disse oplysninger.
I Marts 2022 har et eftersøgningsfirma, som har speciale til havs, sendt en efterspørgsel på, om de skulle genoptage eftersøgningen af det forsvundne MH370.

### Sidste spor af flyet
Den sidste kontakt med flyet fandt sted kl. 08.11 (lokal tid UTC+11, svarende til den 8. marts kl. 01.11 dansk tid). Kontakten fandt sted i form af et "ping" mellem flyet og en satellit tilhørende firmaet Inmarsat, der varetager transmission af data, der sendes via ACARS-systemet. De enkelte "ping" gav information om afstanden mellem satellitten og flyet, men gav ingen information om flyets nærmere position. Baseret på de løbende "ping'er", der under flyvningen blev udvekslet mellem flyet og satellitten har firmaet Inmarsat kunne beregne en anslået flyverute for flyet. Beregninger baseret på det sidste "ping" viste, at flyet til sidst befandt sig i enten en nordlig korridor løbende mellem Thailand og Laos i syd, over Kina mod Kasakhstan i nord, eller i en sydlig korridor, der strækker sig fra den indonesiske ø Java i nord og sydpå over det Indiske ocean.
På grundlag af en analyse af udviklingen i afstanden mellem satellitten og flyet konkluderede Inmarsat, at flyet måtte have bevæget sig sydpå, at flyet således havde været i den sydlige korridor, da det sidste "ping" blev udvekslet. Området i den sydligere korridor befinder sig over det Indiske Ocean med meget langt til de nærmeste muligheder for landing. Eneste øer med egnede landingsbaner i nærheden af den sydligere korridor er Juleøen og Cocosøerne, der ikke havde rapporteret om usædvanlig landing af det store fly.
På grundlag af beregningerne fra Inmarsat konkluderede den Malaysiske premierminister, at flyet må anses at være forulykket i det Indiske Ocean.
Malaysia Airlines har bekræftet, at flyet havde brændstof til ca. otte timers flyvning. Tilsvarende er det muligt, at flyet i perioden har landet og er blevet tanket op igen. Den malaysiske regering har oplyst, at optankningen af flyet i Kuala Lumpur forløb normalt, og at der ikke var tanket mere brændstof end forventet til en flyvning til Beijing.
Der er opfanget signaler i eftersøgningsområdet i det Indiske Ocean, der menes at stamme fra flyets sorte boks. Den sorte boks sender dog alene signaler i ca. 30 dage efter et styrt, og der har ikke været opfanget signaler siden den 8. april 2014.
Efterforskningen koncentrerer sig pr. 29. april 2014 sig om et område i det Indiske Ocean med en størrelse på 700 gange 80 kilometer. Den Australske premierminister Abbott betegnede den 28. april 2014 eftersøgningens resultater som "frustrerende og skuffende" og oplyste, at efterforskningen nu går ind i en ny fase, der kan tage yderligere 8 måneder.

### Fund af vragdele
Ved efterforskningens begyndelse cirkulerede flere beretninger i pressen om fund af vragdele fra flyet, ligesom en lang række øjenvidner berettede om lavtgående og nedstyrtende fly.
Da det senere under efterforskningen blev klart, at flyet var styrtet ned i det Indiske Ocean blev eftersøgningen efter vragdele koncentreret om dette ocean. Området er en del af det Indiske Oceans subtropiske gyre, hvorfor der i havet blev fundet en del objekter, der havde drevet rundt i længere perioder uden nogen relation til det forsvundne fly.
I 2015 og 2016 begyndte vragdele fra flyet at dukke op på øer i det Indiske Ocean og på Østafrikas kyst. Gennem studier af havstrømme i oceanet har fundet af vragdelene været medvirkende til at indsnævre området, hvori MH370 styrtede ned.

## Flyets last
Ifølge Malaysia Airlines medbragte flyet ikke farligt gods. Lasten bestod ifølge flyselskabet alene af 3-4 tons mangostan-frugter. Senere meddelte malaysiske myndigheder, at flyet også havde medbragt lithiumbatterier, der dog ikke anses som farligt gods, da de var pakket i overensstemmelse med gældende forskrifter.

## Deltagende lande i efterforskningen
Kort efter flyets forsvinden blev iværksat en eftersøgning af amerikanske, australske, filippinske, indonesiske, kinesiske, malaysiske, singaporeanske, og vietnamesiske myndigheder.
I takt med, at det stod klart, at flyets forsvinden formentlig skyldtes en kapring eller tilsvarende, og at flyet havde fløjet længe efter kl. 1.21, blev eftersøgningen udvidet og pr. 17. marts deltog følgende 26 lande i eftersøgningen:
| - Malaysia - Australien - Bangladesh - Brunei - Myanmar - Forenede Arabiske Emirater - Frankrig - Indien - Indonesien | - Japan - Kasakhstan - Kina - Kirgisistan - Laos - New Zealand - Pakistan - Filippinerne - Rusland | - Singapore - Storbritannien - Sydkorea - Thailand - Turkmenistan - USA - Usbekistan og - Vietnam |

Antallet af lande, der deltager i efterforskningen er siden marts skåret væsentligt ned. Eftersøgningen ledes formelt fortsat af Malaysia, men den praktiske håndtering er undergivet australsk kommando. Deltagende lande er ved udgangen af april 2014 Australien, USA og Kina. En række lande, herunder Tyskland, har stillet teknisk udstyr, herunder undervandsfartøjer, til rådighed for eftersøgningen.

## Flyet
Boeing 777 anses generelt af luftfartseksperter for at være en solid og driftssikker flytype med en "nærmest pletfri" sikkerhedsstatistik. Flytypen er betegnet som et af de bedste og mest sikre passagerfly, der nogensinde er blevet udviklet.
Flyet med flightnummer MH370 var et Boeing 777-2H6ER med serienummer 28420 og registreringsnummer 9M-MRO. Flyet forlod Boeing-fabrikken i Seattle som Boeing 777 nummer 404 og havde sin jomfruflyvning den 14. maj 2002, før det blev leveret til Malaysia Airlines den 31. maj 2002. Flyet havde to Rolls-Royce Trent 892-motorer. Ifølge flyselskabet havde flyet gennemført 53.465 flyvetimer og 7.525 flyvninger. 9M-MRO havde ikke tidligere været involveret i alvorlige ulykker. Flyet havde været involveret i et mindre uheld, mens det taxiede i Shanghai Pudong International Airport i august 2012, da den ene vingespids ramte halen på et andet fly og faldt af. Det var ingen personskader som følge af kollisionen, men vingespidsen fik betydelige skader, der måtte udbedres. Flyet var sidst inde til et rutinemæssigt vedligeholdelseseftersyn i februar 2014.
Siden flytypens første kommercielle flyvning i juni 1995, havde flyet gennemført over fem millioner flyvninger og kun været udsat for to alvorlige ulykker før 9M-MRO's forsvinden. I januar 2008 kom 47 passagerer til skade, da iskrystaller i brændstofsystemet på British Airways Flight 38 forårsagede tab af motorkraft, hvilket førte til, at flyet havarerede før landingsbanen i London Heathrow Airport. I juli 2013 havarerede Asiana Airlines Flight 214 under den sidste del af indflyvningen til San Francisco International Airport. Tre passagerer omkom (den ene blev kørt ned af et redningskøretøj på jorden) og 181 kom til skade ved flyulykken. Begge fly blev totalskadede som følge af de voldsomme landinger.

## Passagerer og besætning
Malaysia Airlines offentliggjorde en liste med navne og nationaliteter på alle 227 passagerer og 12 besætningsmedlemmer om bord, baseret på passagerlisten ved indcheckningen i Kuala Lumpur.

### Besætning
Alle 12 besætningsmedlemmer var fra Malaysia.
Flyets kaptajn var Zaharie Ahmad Shah, en 53 år gammel malaysier fra byen Penang, som havde været ansat i flyselskabet siden 1981 og med 18.365 flyvetimers erfaring. Zaharie Ahmad Shah var også en instruktør, der var kvalificeret til at udføre simulatortest af piloter. Shah havde en flysimulator i sin lejlighed.
Den 27-årige andenpilot, Fariq Bin Ab Hamid, var også malaysier og havde 2.763 flyvetimer siden han tiltrådte Malaysia Airlines i 2007. Fariq havde fuldført sin simulatortræning og var for nylig overgået til at flyve Boeing 777-200. Efterforskerne mener, at det var Fariq Bin Ab Hamid, der som den sidste person var i radiokontakt med kontrolcentret og afsluttede kommunikationen med ordene "All right, good night".
I takt med, at efterforskningen har vist, at flyets forsvinden og kursafvigelse var resultatet af en bevidst handling, foretog efterforskerne undersøgelser af de to piloters baggrund og foretog ransagninger af piloternes hjem.

### Passagerer
| Nationalitet | Passagerer | Besætning | Total |
| ------------ | ---------- | --------- | ----- |
| Australien   | 6          | 0         | 6     |
| Canada       | 2          | 0         | 2     |
| Frankrig     | 4          | 0         | 4     |
| Hongkong     | 1          | 0         | 1     |
| Indien       | 5          | 0         | 5     |
| Indonesien   | 7          | 0         | 7     |
| Kina         | 152        | 0         | 152   |
| Malaysia     | 38         | 12        | 50    |
| Nederlandene | 1          | 0         | 1     |
| New Zealand  | 2          | 0         | 2     |
| Taiwan       | 1          | 0         | 1     |
| Rusland      | 1          | 0         | 1     |
| Ukraine      | 2          | 0         | 2     |
| USA          | 3          | 0         | 3     |
| Iran         | 2          | 0         | 2     |
| Ukendt       | 0          | 0         | 0     |
| Total        | 227        | 12        | 239   |
| Fodnote 1.   |            |           |       |

Passagererne var fra mindst 13 forskellige lande. 154 ud af de 227 passager kom fra Kina (herunder Hong Kong og Taiwan) og 38 kom fra Malaysia.
Blandt passagererne fra Kina fandtes en gruppe bestående af 24 kunstnere og deres familiemedlemmer, som netop havde deltaget i en kalligrafi- og maleriudstilling i Kuala Lumpur. Der var også en gruppe bestående af 20 ansatte i elektronikselskabet Freescale Semiconductor; af disse var tolv fra Malaysia og otte fra Kina.

### Stjålne pas blandt passagerer og terrorfrygt
Mindst to af passagererne rejste under falske identiteter. En østriger, der stod opført på passagerlisten havde meldt sit pas stjålet i 2012, og en italiener, der også var opført i passagerlisten havde fået sit pas stjålet i august 2013; begge pas blev stjålet i Thailand. Indehaverne af de stjålne pas købte billetter fra China Southern Airlines, angiveligt gennem en eller flere mellemhandlere fra Iran. Billetterne blev købt samtidig og udstedt af et rejsebureau i Pattaya i Thailand to dage før rejsen. Biletterne blev købt kontant. Begge rejser var enkeltbilletter og begyndte i Kuala Lumpur og skulle ifølge billetterne følge samme rute til Amsterdam via Beijing. Derfra havde billetten til indehaveren af det italienske pas København som sit endelige rejsemål, mens indehaveren af det østrigske pas skulle fortsætte til Frankfurt.
De malaysiske immigrationsmyndigheder og paskontrollører undlod tilsyneladende at stille spørgsmål ved passagerernes identitet. På en efterfølgende pressekonference blev det oprindeligt oplyst, at passagererne med de stjålne pas var af "asiatisk udseende", hvilket dog senere blev benægtet, og i stedet blev oplyst, at en af passagererne lignede den afrikansk udseende fodboldspiller Mario Balotelli. Identiteten til yderligere to passagerer på det savnede fly blev også nærmere undersøgt af malaysiske myndigheder, efter mistanke om flere mistænkelige pas.
Den 11. marts offentliggjorde de malaysiske myndigheder identiteten af de to passagerer, der rejste med stjålet pas. Passagerene var to iranske mænd på 19 og 29 år, der efter det oplyste rejste sammen til Europa for at opnå asyl. Interpol oplyste i den forbindelse, at det ikke er sandsynligt, at mændene har forbindelse til terrororganisationer.
De malaysiske myndigheder oplyste oprindeligt, at fem passagerer checkede ind til flyvningen, men ikke gik ombord på flyet, hvorfor de fem passagerers baggage blev fjernet fra flyet inden afgang. Myndighederne oplyste imidlertid senere, at alle passagerer var ombord på flyet.
Som følge af de to passagerer med stjålne pas blev FBI og flere efterretningstjenester knyttet til efterforskningen for at vurdere, om der kan ligge en terrorhandling til grund for flyets forsvinden.
Rapporterne om, at nogen ombord på flyet slukkede for kommunikation og herefter ændrede rute vestpå for tilsyneladende at flyve videre mod vest i flere timer, har medført yderligere spekulationer om årsagerne hertil, og flere amerikanske efterforskere har påpeget muligheden for, at flyet er blevet forsøgt kapret, eller er blevet overtaget af en, eller begge, af flyets piloter. Begge piloters hjem blev ransaget, og kaptajnens hjemmebyggede flysimulator blev beslaglagt af politiet med henblik på nærmere efterforskning.
Efterforskningen har endvidere fokuseret på en 35-årig etnisk uighurer fra Kinas vestlige Xinjiang-provins. Separatister fra Xinjiang-provinsen tog tidligt i forløbet ansvaret for flyets forsvinden, hvilket dog foreløbig ikke har været anset som en troværdig oplysning.